# John W. Collins
John William "Jack" Collins, född 23 september 1912 i Newburgh, New York, död 2 december 2001 i New York City, New York, var en känd amerikansk schacklärare som bland annat undervisat världsmästaren Bobby Fischer.

## Böcker
- My Seven Chess Prodigies. ISBN 0-671-21941-3. (1975)
- Maxims of Chess. ISBN 0-679-14403-X. (1978)
- Modern Chess Openings. ASIN B000LF0NMO. Nionde upplagan, redigerad av Walter Korn och John W. Collins (1957)

## Fotnoter
1. ↑  Joseph Kahn (red.), The New York Times, 2001-12-04, The New York Times Company och Arthur Gregg Sulzberger, läs online och läs onlineläs online .[källa från Wikidata]